# Университет Пойнт Парк
Университет Пойнт Парк (Point Park University) — университет, расположенный в даунтауне Питтсбурга. Университет предлагает программы всех уровней образования: от бакалавриата до степеней PhD и Ed.D. Университет состоит из 4 школ: педагогики, наук и искусств, коммуникации и консерватории искусств.

## История университета

### Краткий обзор истории
Университет был основан в 1933 году в качестве небольшого бизнес-колледжа. К 1960 году колледж насчитывал более 800 студентов. В том же году он переехал в здание в центре Питтсбурга, получив название Пойнт Парк Джуниор Колледж (англ.  Point Park Junior College), по названию неподалеку расположенного Пойнт Стейт Парка — парка в историческом центре Питтсбурга. В 1966 года учебное заведение получило статус четырёхлетнего колледжа, предлагающего степени бакалавра. В 1967 году колледж приобрел отель Шервин (Sherwyn hotel), ставший основным зданием колледжа.
Первая магистерская программа была открыта в 1981 году. В 2003 году был получен статус университета.

### Кризис середины 1990-х годов
В 1995-1997 годах университет пережил серьёзный финансовый кризис, отчасти связанный с упадком экономики Питтсбурга, проводились переговоры о продаже колледжа университету Дюкейн, расположенному также в Питтсбурге. Тем не менее, университету удалось выйти из кризиса   .

### Настоящее время
Университет активно развивается, в том числе, участвует в деятельности по "оживлению", пострадавшего от экономического упадка даунтауна Питтсбурга. Ведутся активные работы над проектом "академической деревни" — развития кампуса в центральной части города, облагораживания окружающей территории, в том числе постройки нового здания университетского театра, который будет доступен для посещения жителями города, и других локаций, которые позволят вовлечь горожан в жизнь центра города . Университет имеет в собственности и снимает в аренду более полутора десятка зданий в даунтауне Питтсбурга и Питтсбургском районе Окланд .

## Академические программы
В настоящее время университет предлагает 116 программ обучения, в том числе, 98 программ бакалавриата и 16 программ более высокого уровня (в т. ч. 2 программы аспирантуры/докторантуры). За исключением программ консерватории искусств, имеющих репутацию национального уровня , позиции университета в глобальном рейтинге не является очень высокими. Так, журнал Times Higher Education разместил университет Пойнт Парк на 600 строчке в списке американских высших учебных заведений. 

## Студенческая жизнь
В университете функционирует более десятка спортивных команд, а также более двух десятков студенческих организаций, включая радиостанцию WPPJ (вещает в интернете и на частоте 670 AM в Питтсбурге), которая полностью управляется и обслуживается студентами, и студенческую газету.